# ФК Весбю Юнайтед
ФК „Весбю Юнайтед“ (FC Väsby United; първата дума на шведски, последната на английски) е футболен клуб от едноименния град Упландс Весбю, Швеция.
Сформиран е през 2005 г. от сливането на ФК „Кафе Опера Юнайтед“ и „Весбю“ ИК. Сателит е на шведския елитен тим АИК от град Солна. Състезава се във второто ниво на шведския футбол – групата Суперетан.